# إيفان بلفور
إيفان بلفور (بالإنجليزية: Evan Balfour)‏ (9 سبتمبر 1965 بإدنبرة في المملكة المتحدة - ) هو لاعب كرة قدم بريطاني في مركز الوسط. لعب مع نادي أردريونيانز ونادي آير يونايتد.

## وصلات خارجية
- إيفان بلفور على موقع قاعدة بيانات كرة القدم.إي يو (الإنجليزية)